# Església de la Mare de Déu dels Àngels de Vallanca
L'església parroquial Nostra Senyora dels Àngels de Vallanca es troba entre les més antigues del Racó d'Ademús, documentant-se la seua existència ja en el primer terç del segle xiii. No obstant això, el temple que avui podem contemplar, que va venir a substituir l'antic de l'Edat Mitjana, va prendre el seu aspecte definitiu al final del segle xvii. És Bé de Rellevància Local amb identificador nombre 46.09.252-001.

## Descripció
Es tracta d'un dels edificis barrocs més coherents de la comarca. Posseeix planta longitudinal, amb ampla nau central i sis capelles laterals comunicades entre si, com és habitual a les esglésies posteriors al Concili de Trento.
Del seu interior, el més destacable és la utilització de la decoració d'esgrafiat, els motius del qual són característics de l'última dècada del segle xvii.
Els esgrafiats de la parroquial de Vallanca estan realitzats en blanc sobre fons negre, cobreixen una bona porció de capelles, nau i presbiteri. Especialment remarcable és la volta de la capella major en la qual es recrea casetons quadrangulars, destacant els motius decoratius vegetals, antropomòrfics i zoomòrfics, així com eucarístics, que apareixen en el seu mur frontal. Encara que presents en altres temples comarcals, els esgrafiats es desenvolupen amb especial amplitud i perfecció a l'església de Vallanca, i són sens dubte els millor conservats.

## Patrimoni moble
Pel que fa al patrimoni moble, abundant en el passat, cal destacar en l'actualitat les tres làpides sepulcrals situades als peus del temple, amb una cronologia que va del segle XIV al XVI, testimonis de les primeres centúries d'existència de l'antiga església parroquial.
Així mateix, és de ressenyar la petita taula del Bon Pastor, obra valenciana del segle xvi que va formar part del sagrari d'un retaule ja desaparegut, així com el frontal d'altar del segle xviii, admirable mostra del nivell artístic que va aconseguir l'església de Vallanca als seus moments de major esplendor.